# Jewish Labor Committee
Il Jewish Labour Committee (JLC) è un'organizzazione ebraica laica americana dedicata alla promozione degli interessi sindacali nelle comunità ebraiche e degli interessi ebraici all'interno dei sindacati. L'organizzazione ha sede a New York, con uffici anche a Boston, Filadelfia, Chicago e Los Angeles e gruppi affiliati guidati da volontari in numerose altre comunità statunitensi. Fondata nel 1934 per contrastare il nazismo in Europa, oggi lavora per mantenere e rafforzare la relazione storicamente forte tra la comunità ebraica americana e il movimento sindacale e per promuovere quella che vedono come l'agenda di giustizia sociale condivisa di entrambe le comunità. Il JLC è stato attivo anche in Canada dal 1936 fino agli anni '70.

## Storia
Il Jewish Labor Committee fu creato nel febbraio 1934, in risposta all'ascesa del nazismo in Germania, da leader sindacali immigrati di lingua yiddish, compresi i leader di gruppi consolidati come il Workmen's Circle/Arbeter Ring, il Jewish Labor Bund e il United Hebrew Trades. I rappresentanti si riunirono in una conferenza nel Lower East Side di New York ed elessero il primo presidente, Baruch Charney Vladeck, incaricandolo dei seguenti compiti:
- sostegno alle istituzioni del lavoro ebraiche nei paesi europei;
- assistenza al movimento clandestino anti-hitleriano;
- aiuti alle vittime del nazismo;
- cooperazione con il lavoro organizzato americano nella lotta alle forze antidemocratiche;
- opposizione all'antisemitismo e agli altri effetti collaterali del fascismo e del nazismo nella vita americana.

Su esortazione di B.C. Vladeck e dei leader sindacali ebraic, la American Federation of Labor (AFL) si espresse in favore del boicottaggio dei beni nazisti nella convenzione del 1933. Nella convenzione del 1934 Vladeck sostenne che la persecuzione nazista degli ebrei rappresentava un attacco generale ai diritti dei lavoratori e alla libertà politica. L'AFL fu d'accordo e in risposta creò la "Cassa del lavoro" per aiutare le vittime del fascismo; negli anni seguenti finanziò una serie di progetti di istruzione e di aiuto ispirati da JLC.
Durante i primi cinque anni della sua esistenza il JLC si concentrò principalmente sul sostegno alle forze di lavoro anti-naziste in Europa e sull'invio di soccorsi alle istituzioni lavorative ebraiche, in particolare quelle mantenute dal movimento laburista ebraico e dal movimento sionista laburista (i sionisti laburisti di "destra" istituirono il proprio comitato di soccorso e di riabilitazione), incoraggiando e rafforzando l'opposizione statunitense e canadese ai nazisti, nella sinistra democratica e dei lavoratori, così come più in generale nella comunità. Allo stesso tempo organizzò manifestazioni di massa anti-naziste; nel 1936, con l'American Jewish Congress, attraverso il Joint Boycott Council si arrivò al boicottaggio dei beni e servizi tedeschi.
Dopo lo scoppio della seconda guerra mondiale l'attenzione si concentrò sugli sforzi per salvare i personaggi politici e culturali ebraici, nonché i leader sindacali e socialisti, ebrei e non, che rischiavano la morte per mano dei nazisti. Con il poderoso aiuto della American Federation of Labor il Comitato riuscì a portare oltre mille persone negli Stati Uniti o farli rifugiare temporaneamente altrove.
L'obiettivo principale del JLC era l'azione unificata, ma agì anche in modo indipendente per la campagna anti-nazista. Quando il Comitato Olimpico Americano rifiutò di boicottare le Olimpiadi di Berlino del 1936, il JLC tenne un "Carnevale atletico mondiale del lavoro" (manifestazione nota anche come contro-olimpiadi) a Randall's Island, New York. Gareggiarono decine di squadre che rappresentavano i sindacati locali di New York, nonnché atleti dilettanti provenienti da tutto il paese. I premi furono consegnati dal governatore di New York Herbert Lehman. Il Carnevale ricevette un'ampia copertura mediatica da parte della stampa nazionale e il JLC ripeté l'evento nell'estate del 1937.
Dopo la guerra il JLC avviò un programma di adozione dei bambini, che non intendeva promuovere adozioni in senso comune, ma piuttosto fornire un meccanismo attraverso il quale gli americani potessero contribuire alla cura dei bambini che vivevano in Europa o in Israele. Con un contributo di 300 $ all'anno un sindacato, un'azienda locale, una confraternita, un club femminile o qualsiasi altro gruppo o persona avrebbe potuto "adottare" un bambino. Negli anni '50 attraverso questo programma furono aiutati migliaia di bambini.
A partire dalla fine degli anni '30 il Comitato si interessò sempre più della difesa del lavoro ebraico e delle relazioni comunitarie negli Stati Uniti. Fu uno dei quattro fondatori del General Jewish Council e contribuì ad organizzare il National Community Relations Advisory Council (rinominato in Jewish Council for Public Affairs (JCPA) negli anni '90), di cui è ancora membro attivo.
Adolph Held ne fece il presidente per 30 anni. Il presidente in carica è Stuart Appelbaum.

## Attività
A differenza di altre agenzie, il JLC ha una sfera d'azione chiaramente delineata: cerca di rappresentare gli interessi della comunità ebraica nel movimento operaio e gli interessi del lavoro nella comunità ebraica organizzata. Lavorando sia con la American Federation of Labor and Congress of Industrial Organizations fin dal 1956, anno della sua formazione, che con la federazione Change to Win dalla sua istituzione nel 2005, e i sindacati a loro affiliati, il JLC collabora e ha il sostegno di vari altri sindacati e delle loro organizzazioni associate a livello locale, nazionale e internazionale.
Avendo diverse organizzazioni affiliate che rappresentano una varietà di gruppi ideologici, il JLC nel suo lavoro si fa guidare da politiche pragmatiche piuttosto che da una filosofia specifica. Sebbene l'influenza bundista abbia avuto per l'organizzazione un peso notevole, in particolare nel primo periodo, il JLC sostenne in modo critico lo Stato di Israele dal 1948. Sia Ameinu (precedentemente noto come Labour Sionist Alliance) che Partners for Progressive Israel (precedentemente noto come Meretz USA) sono affiliate del JLC, come lo è il Workmen's Circle/Arbeter Ring, che in generale può essere considerato parte di quella che a volte viene chiamata la sinistra ebraica in America.
Nel 2000 il JLC iniziò la tradizione di tenere ogni anno i "Labor Seders" locali nelle comunità di tutti gli Stati Uniti. Questi "Labor Seders" spesso si svolgono in collaborazione con i consigli del lavoro centrale delle località interessate e con i consigli locali per le relazioni della comunità ebraica, e servono ai leader ebraici e sindacali per restare uniti e condividere le esperienze, oltre che mettere in relazione la tradizionale storia dell'esodo dall'Egitto con esempi recenti della lotta per i diritti fondamentali dei lavoratori. Emulando questi "Labour Seders", nel 2006 è nata la "Union Seder" a Sydney, in Australia.
Oltre al Jewish Council for Public Affairs, il JLC è membro fondatore di una serie di altre agenzie ebraiche statunitensi e internazionali, tra cui la Conference of Presidents of Major American Jewish Organizations, la Memorial Foundation for Jewish Culture, la Conference on Jewish Material Claims Against Germany e la National Coalition Supporting Soviet Jewry.
La sezione regionale del New England del JLC è un'organizzazione partner della JOIN for Justice con sede a Boston (precedentemente nota come Jewish Organizing Initiative), costituita nel 1994 per consentire ai giovani di entrare nel campo dell'organizzazione comunitaria attraverso un esplicito canale ebraico. Attraverso di essa l'ufficio del JLC a Boston si è procurato numerosi responsabili regionali e stagisti.
Il finanziamento del JLC proviene da campagne indipendenti, contributi dei sindacati, erogazioni da parte delle federazioni di comunità ebraiche, sovvenzioni da fondazioni, singoli membri e affiliati organizzati. (Originariamente un corpo di organizzazioni e sindacati, il JLC ha anche membri individuali dalla metà degli anni '60).

## Diritti civili
Il JLC fondò una Divisione Anti-Discriminazione subito dopo la seconda guerra mondiale che si adoperò, anche facendo pressioni, in favore di una legislazione sulle pratiche di lavoro eque, sulle pari opportunità nell'istruzione, nonché di una legislazione integrata in materia di alloggi.
In Canada, negli anni '40 e '50, il JLC svolse il ruolo guida nell'opposizione alla legislazione basata sulla discriminazione razziale e nel sostegno ai diritti umani. Il direttore esecutivo Kalmen Kaplansky riteneva che fosse necessario estendere il mandato del JLC oltre la lotta all'antisemitismo, per combattere la discriminazione di tutte le minoranze e coinvolgere i non ebrei e il più ampio movimento operaio nel lavoro per i diritti civili del JLC. Sotto la sua guida, il JLC diede vita ai comitati congiunti del lavoro per contrastare la discriminazione razziale a Toronto, Windsor, Montreal, Vancouver e Winnipeg, sostenne l'adozione dei codici dei diritti umani da parte dei governi provinciali e lanciò sfide contro la segregazione e contro le pratiche discriminatorie sia commerciali che lavorative. Inoltre, JLC riconobbe pubblicamente i meriti di quei leader sindacali e politici impegnati nella difesa del lavoro che sposarono la causa dei diritti civili, tenendo cene di rappresentanza in loro onore; alcuni di questi leader sono il presidente dell'AFL William Green (1951), il presidente dell'AFL-CIO dell'Illinois Reuben Soderstrom (1953), il senatore del Minnesota (e futuro vicepresidente) Hubert Humphrey (1954) e il presidente dell'AFL-CIO George Meany (1967).
Il JLC formò anche due dozzine di comitati locali negli Stati Uniti per combattere l'intolleranza razziale. Questi comitati furono la genesi del American Federation of Labor's Civil Rights Department  ed anche di diversi sindacati negli anni quaranta e cinquanta. Il JLC distribuì il materiale divulgativo contro il razzismo e svolse un ruolo importante nelle campagne statali e nazionali per la legislazione sui diritti civili e nella Leadership Conference for Civil Rights; partecipò e contribuì all'organizzazione di marce e proteste per i diritti civili negli anni '50 e '60, coordinando molte campagne locali. 
Il JLC contribuì a fondare la United Farm Workers, che condusse una campagna per l'approvazione del Fair Employment Practices Act in California e fornì personale e supporto per la marcia su Washington per il lavoro e la libertà del 1963 guidata da Martin Luther King.

## Accuse di difesa di pratiche discriminatorie dei sindacati
Il direttore della NAACP Herbert Hill ha affermato che negli anni '40 - '60 il JLC aveva difeso le pratiche discriminatorie anti-nere e anti-ispaniche dei sindacati nell'industria dell'abbigliamento e nell'industria edile. Secondo Hill, il JLC aveva scambiato "il conflitto tra bianchi e neri con il conflitto nero-ebraico".